# Papillaria subintegra
Papillaria subintegra là một loài Rêu trong họ Meteoriaceae. Loài này được (Lindb.) Paris miêu tả khoa học đầu tiên năm 1897.